# Literatura en córnico

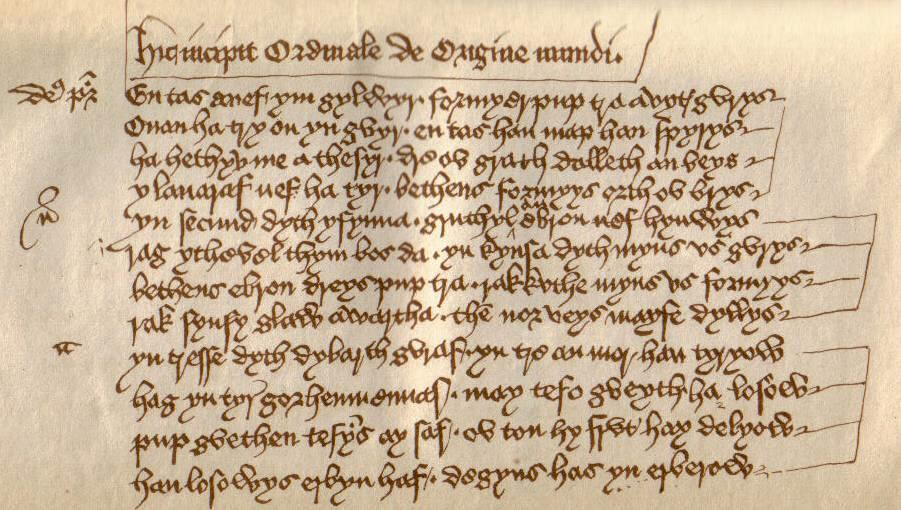
Fragmento del Origo Mundi, la primera pieza del Ordinalia, escrita por un monje desconocido en el s. XIV.

La literatura en córnico es aquella desarrollada en lengua córnica, una lengua céltica hablada en Cornualles y antiguamente también aparte de Devon.

## Primeros testimonios
Los textos córnicos más antiguos son unas glosas de textos latinos del siglo X, un vocabulario del siglo XII basado en el glosario latín-anglosajón de Aelfric y un texto de 41 líneas, datado del 1400, de un drama donde una chica se ofrece como esposa por sus virtudes.
Se cree que hacia 1375 se escribió el primer texto de alguna entidad en córnico, Passhyon agan Arloedh («Pasión de Nuestro Señor»), con 259 estrofas, típico de la literatura sacra medieval. De la misma época se cree que pertenece la llamada An Ordinale Kernewek u Ordinalia, texto en córnico medio pensado para recitar al aire libre en tres días, quizás en un plen-an-gwary (escenario como el de la Pasión de Olesa de Montserrat). Consta de tres libros:
- Dallethvos an Bys u Origo Mundi, de 2.486 líneas.
- Passhyon Krist o Passio Dominio, de 3.242 líneas.
- Dasserghyans Agan Arloedh o Ressurrectio Dominio, de 2.646 líneas.

Sin embargo, el primer texto importante no aparecería hasta 1504, cuando Hadton escribió Beunans Meriassek («Vida de Meriasek»), hagiografía del santo patrón de Camborne, encontrada en el canon de la Colegiata de la iglesia de Glasney. También data del siglo XVI el texto de Boson Nebbaz Gerriaudro tho Carnoak («Noticias sobre Cornualles»). Aun así, documentos datados del 1538 y 1540 indican una política destinada a la erradicació del córnico, de la misma manera que se hacía con el galés.
Además, la reforma protestando destruyó la mentalidad que había creado y representado las obras religiosas córnicas, de forma que no se crearon textos protestantes en córnico. Solo entre 1555-1558, aprovechando el breve periodo de restauración católica de María Tudor, John Tregear tradujo doce sermones (130 páginas) del obispo de Londres, Edmund Bonner (1500-1569). Aun así, en 1602, el sheriff y diputado Richard Carew (1555-1620) escribió en inglés Survey of Cornwall, un intento de exaltar la identidad nacional en inglés. Entonces ya solo se hablaba el córnico en las zonas más aisladas del Oeste de la Península, a pesar de que todavía era bastante usado en el ámbito familiar. Una prueba es la composición de carácter religioso de William Jordan of Helston, Gwreans an bys («Creación del mundo», 1611), intento de modernizar y alargar el Origo Mundi. El 1660 Nicholas Boson escribió la narración Jowan Chy an horth («John House de Ram»).

## Decadencia de la lengua y la literatura
A comienzos del siglo XVIII, John Ray ya anunció el peligro de extinción de la lengua córnica por la poca producción literaria, por la desaparición de los servicios religiosos en córnico y por la indiferencia de la población hacia la lengua. Aun así, el antiquario Edward Lhuyd (1660-1709) escribió Archaeologica Britannica (1707), intento de recoger las antigüedades córnicas y destaca aspectos de su gramática (fue el primero al usar diacríticos fonéticos para describir los sonidos córnicos); y por su parte, su discípulo William Borlase (1695-1772), también anticuario y amigo de John Pope, escribió Antiquities of Cornwall (1753) y Natural History of Cornwall (1758). William Pryce publicó en 1790 Archaeolgia Cornu-Britannica, con numerosos testimonios de poesía y prosa córnicas.

## Renacimiento literario
El renacimiento literario se iniciaría en 1859 con la publicación del libro The ancient cornish drama, por Edwin Norris (1795-1872), conocido filólogo y autor de gramáticas en idiomas africanos cómo el ful o el kanuri. En esta obra editó y tradujo al inglés los diferentes Miracle plays córnicos y bretones, con un esbozo del Cornish Drama y un vocabulario extraído del siglo XIII. También se editó a partir de 1864 la revista Journal of the Royal Institution of Cornwall, para publicar trabajos de historia y que patrocinaría la obra de R. Williams, Lexicon cornu-britannicum (1865).
Pero el verdadero renacimiento se iniciaría en 1873, con la aparición de las Transactions of the Phililogical Society of London, realizadas por Henry Jenner (1848-1934), filólogo influido por la arqueología y que se propuso la idea de resucitar el córnico como si se tratara de una excavación arqueológica.
No fue hasta el 1901, cuando se fundó la Cowethas Kelto-Kernuak («Sociedad Celto-Córnica»), que se intentó llevar a cabo. Los promotores serían el mismo Henry Jenner, quien en 1903 hizo el primer parlamento en córnico en un acto oficial y que el 1904 escribió A handbook of the Cornish language, donde hace apología de la lengua al afirmar que «hace falta recuperarla, porque es nuestra lengua», y que la dotará de todo un ritual céltico-druidico; otro fue Robert Morton Nance (1873-1959), autor de Lyver an pymp marthus seleven (1939) y de la gramática Cornish for all (1949); y Arthur Saxon Dennet Smith Caradar (1883-1950), autor de la gramática Cornish simplified (1939) y de la antología de textos Nebez wethlow ber (1946) y Wethlow an seyth den fur an Rom (1948). En 1904 el mismo Jenner participó en el congreso de la Union Regionaliste Bretonne como miembro de la CKK, de forma que esta fue admitida el 1904 en el Congreso Intercéltico.

## El neodruidismo y recuperación lingüística
En 1920 Jenner y Morton Nance fundarían la Cowethas Kernow Goth («Sociedad de la Vieja Cornualles»), secundada por varios círculos locales que se federaron en 1928. Publicaron una revista y constituyeron el Kesva an Bardd Kernewek («Consejo de los Bardos de Cornualles»), que actuó como recuperador de la lengua. También, y desde 1929, se convocaron los primeros Gorseth, competiciones culturales similares a las galesas y bretonas del mismo nombre, donde se desarrollaron los dramas de Morton Nance.
En 1930 aparece la sociedad Tyr ha Tavas («Patria y lengua»), que empezó a apuntar las primeras reivindicaciones políticas, pero que se basaban en el uso del córnico en los medios de comunicación, y que finalmente se dedicó a la elaboración de manuales y diccionarios en córnico. En 1934 se publicaría la gramática de Caradar y Morton Nance Gerlyver noweth Kernewek ha Sowsnek («Diccionario còrnico-inglés»); y Caradar escribió también el drama Trystan ag Ysolt («Tristán e Isolda»), que no será publicado hasta 1951. También aparecen los primeros diarios en córnico, Hedhyu («Hoy») y An Lef Kernewek («La voz de Cornualles»). Se calcula que ya entonces había un centenar de hablantes activos merced las actividades de Jenner.
A comienzos de los ochenta un pequeño grupo de hablantes de córnico percibió dificultades fonéticas e históricas en el córnico estándar, por lo que decidieron revivir el último córnico escrito, basado en el dialecto de Penwith y Kerrier (Oeste) hacia el 1750, conocido como modern cornish. Hacia 1987 algunos miembros del Cornish Language Board detectaron problemas fonéticos en el sistema fonético, razón por la que adoptaron el kemmyn cornish («córnico fonémico») de Ken George, pero otros lo rechazaron y provocaron una escisión.
Últmamente han aparecido más escritores. Peggy Pollard escribió Bewnans Alysaryn (1941); E.R. G. Hooper Kemysk Kernewek (1964); John Page Whetlow noweth ha coth (1977); Melville Benetto Whetlow Kernewek (1983) y An gurun wosek a Geltia (1984); G. M. Sandercock When an Wedhowes (1983); y K. J. George Devedhyans Sen Pawl yn Bro Leon (1983). El historiador Brian Webb escribió An anwan ha’n gurun («La maldad y la corona», 1981), sobre la revuelta de 1497, y Kemysk sen Perran (1982), .